# Toray Pan Pacific Open 2022
Toray Pan Pacific Open 2022 là một giải quần vợt nữ chuyên nghiệp thi đấu trên mặt sân cứng ngoài trời. Đây là lần thứ 37 giải Pan Pacific Open được tổ chức, và là một phần của WTA 500 trong WTA Tour 2022. Giải đấu diễn ra tại Ariake Coliseum ở Tokyo, Nhật Bản. Giải đấu lần đầu tiên trở lại kể từ năm 2019, sau khi giải đấu năm 2020 và 2021 bị hủy do đại dịch COVID-19.

## Điểm và tiền thưởng

### Phân phối điểm
| Sự kiện | VĐ  | CK  | BK  | TK  | Vòng 1/16 | Vòng 1/32 | Q  | Q2 | Q1 |
| Đơn     | 470 | 305 | 185 | 100 | 55        | 1         | 25 | 13 | 1  |
| Đôi     | 470 | 305 | 185 | 100 | 1         | —         | —  | —  | —  |

## Nội dung đơn

### Hạt giống
| Quốc gia | Tay vợt               | Xếp hạng | Hạt giống |
| -------- | --------------------- | -------- | --------- |
| ESP      | Paula Badosa          | 4        | 1         |
| FRA      | Caroline Garcia       | 10       | 2         |
| ESP      | Garbiñe Muguruza      | 12       | 3         |
|          | Veronika Kudermetova  | 13       | 4         |
| BRA      | Beatriz Haddad Maia   | 18       | 5         |
| CZE      | Karolína Plíšková     | 20       | 6         |
| USA      | Alison Riske-Amritraj | 23       | 7         |
| KAZ      | Elena Rybakina        | 25       | 8         |

- Bảng xếp hạng vào ngày 12 tháng 9 năm 2022 [2]

### Vận động viên khác
Đặc cách:
- Mai Hontama
- Yuki Naito
- Elena Rybakina

Bảo toàn thứ hạng:
- Sofia Kenin

Vượt qua vòng loại:
- Fernanda Contreras Gómez
- Despina Papamichail
- Ellen Perez
- Rina Saigo
- Isabella Shinikova
- You Xiaodi

### Rút lui
Trước giải đấu
- Sorana Cîrstea → thay thế bởi  Daria Saville
- Daria Kasatkina → thay thế bởi  Wang Xinyu
- Yulia Putintseva → thay thế bởi  Wang Qiang
- Aryna Sabalenka → thay thế bởi  Claire Liu

Trong giải đấu
- Naomi Osaka

### Bỏ cuộc
- Daria Saville

## Nội dung đôi

### Hạt giống
| Quốc gia | Tay vợt                  | Quốc gia | Tay vợt        | Xếp hạng1 | Hạt giống |
| -------- | ------------------------ | -------- | -------------- | --------- | --------- |
|          | Veronika Kudermetova     | BEL      | Elise Mertens  | 7         | 1         |
| CAN      | Gabriela Dabrowski       | MEX      | Giuliana Olmos | 19        | 2         |
| USA      | Desirae Krawczyk         | NED      | Demi Schuurs   | 28        | 3         |
| USA      | Nicole Melichar-Martinez | AUS      | Ellen Perez    | 29        | 4         |

- Bảng xếp hạng vào ngày 12 tháng 9 năm 2022

### Vận động viên khác
Đặc cách:
- Misaki Doi /  Kurumi Nara

Thay thế:
- Mai Hontama /  Yuki Naito

### Rút lui
Trước giải đấu
- Beatriz Haddad Maia /  Zhang Shuai → thay thế bởi  Mai Hontama /  Yuki Naito
- Xu Yifan /  Yang Zhaoxuan → thay thế bởi  Miyu Kato /  Wang Xinyu

## Nhà vô địch

### Đơn
- Liudmila Samsonova đánh bại  Zheng Qinwen 7–5, 7–5

### Đôi
- Gabriela Dabrowski /  Giuliana Olmos đánh bại  Nicole Melichar-Martinez /  Ellen Perez 6–4, 6–4